# Zatoka autobusowa

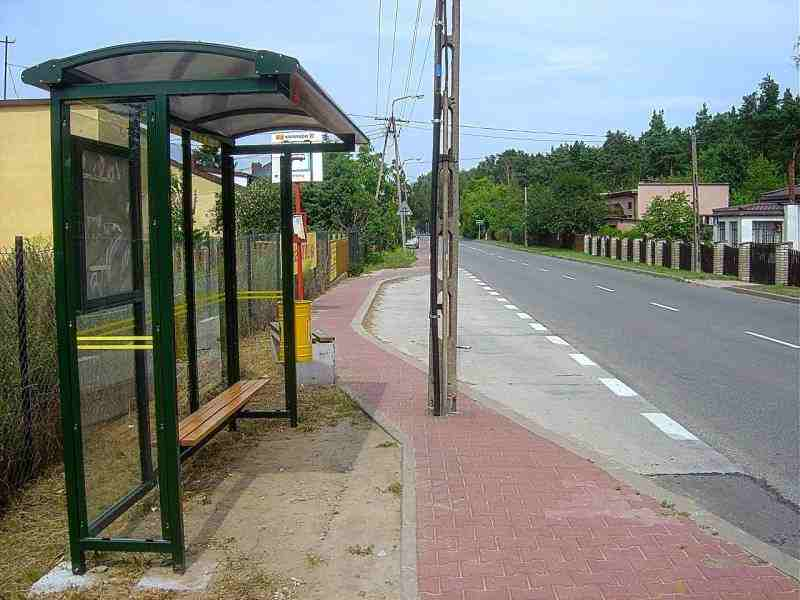
Zatoka autobusowa obok przystanku autobusowego w Kwirynowie k. Warszawy

Zatoka autobusowa – element drogi w postaci wyznaczonego miejsca zatrzymania pojazdów transportu zbiorowego (autobusów, trolejbusów). Zatoka autobusowa jest zlokalizowana w poszerzeniu jezdni, ma na celu umożliwić zatrzymanie się autobusu poza pasem ruchu. Celem budowy zatoki jest zwiększenie płynności ruchu pozostałych pojazdów. Skutkuje to jednak negatywnymi konsekwencjami dla sprawności i bezpieczeństwa transportu zbiorowego.
W Polsce obowiązek wykonania zatoki autobusowej nakłada § 119. p. 5 rozporządzenia (Na dwupasowej drodze dwukierunkowej klasy G, Z lub L, gdy przewiduje się zbiorową komunikację autobusową i natężenie miarodajne ruchu wynosi co najmniej 400 P/h, powinny być wykonane zatoki autobusowe). W praktyce często zatoki wykonuje się również na drogach szerszych, o dwóch lub większej liczbie pasów dla jednego kierunku, choć powyższy nakaz wtedy nie obowiązuje.